# Телепил
Телепил (на гръцки: Τηλέπυλος) е митичен град на лестригоните. В Одисея е описан като скалиста крепост на Ламос. В Одисея е описано, че когато Одисей достига до града, високо момиче отвежда него и екипажа му до баща си, цар Антифат, огромен канибал. Той изял един от хората му. Останалите се опитват да избягат, но повечето от тях са убити от мятаните по тях скали. С тях лестригоните потопили 11 от корабите на Одисей, като смачкали много от моряците. Само 32 мъже оцелели и успели да избягат. С последния кораб и оцелелите си другари, Одисей стигнал до остров Еея.